# Jean Comandon
Jean Comandon (* 3. August 1877 in Jarnac; † 30. Oktober 1970 in Sèvres) war ein französischer Arzt, Naturforscher und Pionier der Mikrofotografie und des Mikroskopiefilms.
1908 erfand er die Mikrofotografie. Als einer der ersten nutzte er auch den Film für wissenschaftliche Zwecke, insbesondere in der Ethnologie und Botanik. Er filmte und fotografierte die Bewegungen und das Wachstum der Zellen mit einem Mikroskop, an das eine Foto- oder Filmkamera angeschlossen waren.
Im Jahr 1926 übernahm er die Leitung des von Albert Kahn gegründeten Biologischen Labors für wissenschaftliche Kinematografie. Sein Filmarchiv mit mehr als 400 Filmen befindet sich im Institut Pasteur.